# 揚三世 (奧斯威辛)
揚三世（波蘭語：Jan III oświęcimski，約1370年—1405年8月19日），奧斯威辛公爵，揚二世之子，1376年至1405年在位。
揚三世於1405年左右去世，由堂叔普熱梅斯瓦夫繼承奧斯威辛公國。